# Szlaki gradowe

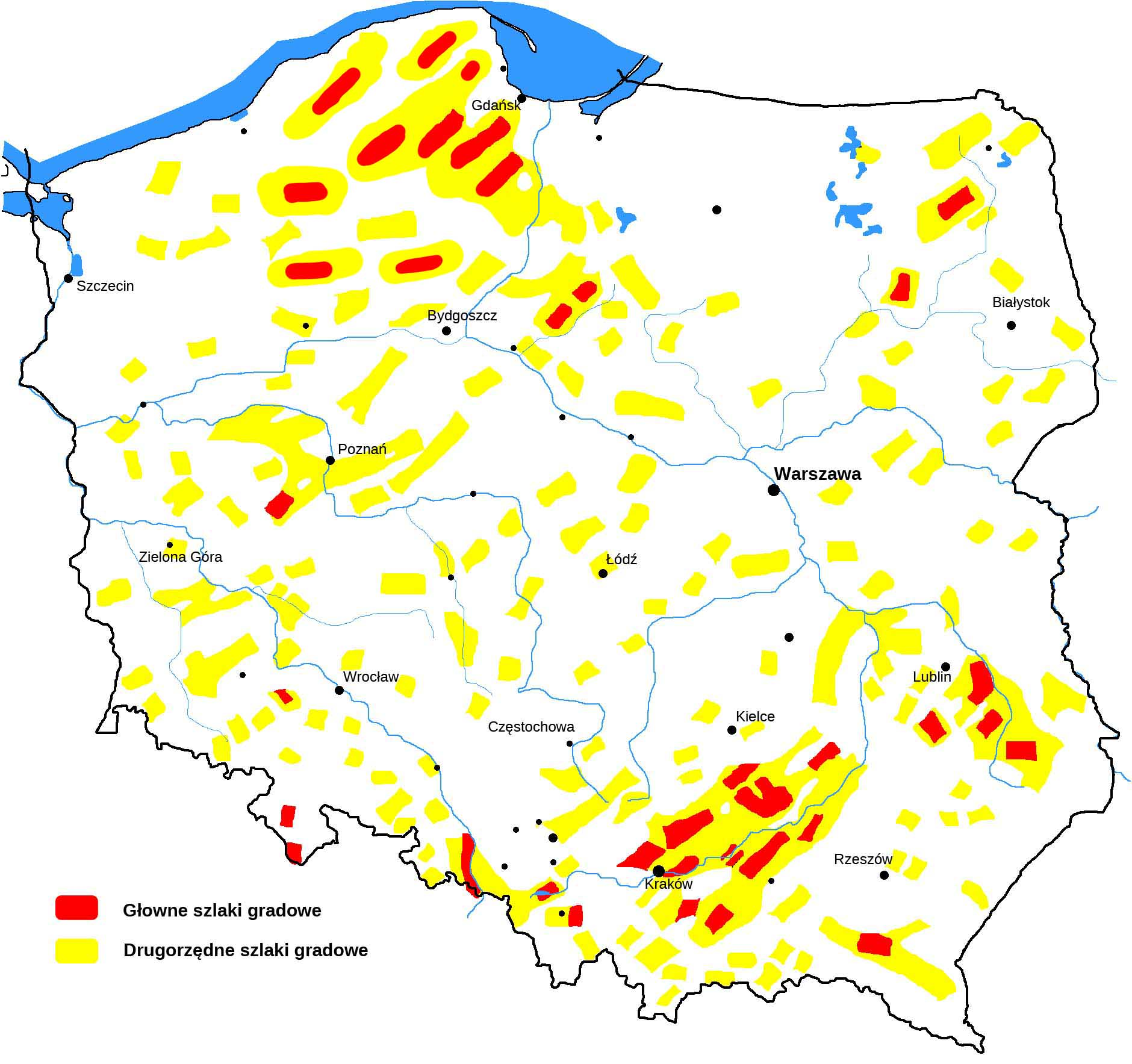
Szlaki gradowe w Polsce wg C. Koźmińskiego 1998.

Szlaki gradowe – obszary najczęstszego występowania chmur gradowych. Dla Polski opracowane zostały na podstawie danych meteorologicznych z lat 40. i 50. XX wieku. Wyróżniono główne i drugorzędne szlaki gradowe. Szlaki główne to obszary, na których zaobserwowano co najmniej jedną burzę gradową w ciągu roku.
Najintensywniej burze gradowe występowały w obrębie szlaku busko-sandomierskiego, na terenie byłego województwa kieleckiego, gdzie obserwowano średnio cztery burze gradowe o zasięgu powyżej 100 km² w ciągu roku. Wysoką częstotliwość ich występowania zanotowano też w rejonie Chmielnika, Buska-Zdroju, Stopnicy, Solca-Zdroju, Koszyc. Przemykowa oraz na terenach województwa Pomorskiego.
Czesław Koźmiński, analizując rozmieszczenie szlaków gradowych, doszedł do wniosku, że częstość burz gradowych warunkują nie tylko czynniki atmosferyczne, ale i w dużej mierze czynniki fizjograficzne.